# Protoscelis tuanwangensis
Protoscelis tuanwangensis es una especie de insecto coleóptero de la familia Chrysomelidae.
Fue descrita científicamente en 1990 por Hong & Wang.